# Striatanus curvatanus
Striatanus curvatanus är en insektsart som beskrevs av Li och Wang 1995. Striatanus curvatanus ingår i släktet Striatanus och familjen dvärgstritar. Inga underarter finns listade i Catalogue of Life.